# Botir Xoʻjayev
Botir Asadillayevich Xoʻjayev (en ouzbek : Ботир Асадуллаевич Хўжаев, en russe : Батир Асадиллаевич Ходжаев Batir Assadillaïevitch Khodjaïev, né en 1956 à Tachkent dans la RSS d’Ouzbékistan en Union Soviétique) est un homme politique ouzbek. Il est ministre de l'Économie entre le 11 avril 2006 et le 9 juillet 2009 puis ministre des Finances depuis le 15 décembre 2016.

## Biographie
En 1979, Xoʻjayev est diplômé de l'Institut d'ingénierie ferroviaire de Tachkent. De 2005 à 2006, il est conseiller d'État pour les questions socio-économiques. Le 11 avril 2006, il est nommé ministre de l'Économie en remplacement de Vyacheslav Golyshev. Le 9 juillet 2009, il est remplacé par Sunatilla Bekenov. En 2009, il devient vice-premier ministre chargé de l'architecture et de la construction. Le 15 décembre 2016, il est nommé ministre des Finances. Le 28 novembre 2017, lors d'un remaniement, il redevient ministre de l'Économie en remplacement de Galina Saidova. Il est remplacé par Jamshid Qoʻchqorov. Le 25 février 2020, il devient conseiller du président et est remplacé comme ministre par Jamshid Qoʻchqorov.